# Zambia na Letnich Igrzyskach Olimpijskich 2012
Zambię na Letnich Igrzyskach Olimpijskich 2012, które odbywały się w Londynie, reprezentowało 7 zawodników.
Był to dwunasty (w tym raz jako Rodezja Północna) start reprezentacji Zambii na letnich igrzyskach olimpijskich.

## Reprezentanci

### Boks
Mężczyźni
| Zawodnik        | Konkurencja             | 1/16             | 1/8              | Ćwierćfinały     | Półfinały        | Finał            | Finał     |
| Zawodnik        | Konkurencja             | Przeciwnik Wynik | Przeciwnik Wynik | Przeciwnik Wynik | Przeciwnik Wynik | Przeciwnik Wynik | Pozycja   |
| --------------- | ----------------------- | ---------------- | ---------------- | ---------------- | ---------------- | ---------------- | --------- |
| Gilbert Choombe | lekkopółśrednia (64 kg) | Jeff Horn P 19:5 |                  |                  |                  |                  | 17. – 28. |

### Judo
Mężczyźni
| Zawodnik      | Konkurencja | 1/32             | 1/16                       | 1/8              | Ćwierćfinał      | Półfinał         | Pierwsza runda repasaży | Ćwierćfinał repasaży | Półfinał repasaży | Finał            | Finał     |
| Zawodnik      | Konkurencja | Przeciwnik Wynik | Przeciwnik Wynik           | Przeciwnik Wynik | Przeciwnik Wynik | Przeciwnik Wynik | Przeciwnik Wynik        | Przeciwnik Wynik     | Przeciwnik Wynik  | Przeciwnik Wynik | Pozycja   |
| ------------- | ----------- | ---------------- | -------------------------- | ---------------- | ---------------- | ---------------- | ----------------------- | -------------------- | ----------------- | ---------------- | --------- |
| Boas Munyonga | -81 kg      |                  | Takahiro Nakai P 100 – 000 |                  |                  |                  |                         |                      |                   |                  | 17. – 32. |

### Lekkoatletyka
Kobiety
| Konkurencja   | Zawodniczka     | Runda 1 | Runda 1 | Runda 2 | Runda 2 | Półfinał | Półfinał | Finał | Finał   |
| Konkurencja   | Zawodniczka     | Wynik   | Miejsce | Wynik   | Miejsce | Wynik    | Miejsce  | Wynik | Miejsce |
| ------------- | --------------- | ------- | ------- | ------- | ------- | -------- | -------- | ----- | ------- |
| Bieg na 100 m | Chauzje Choosha | 12,29   | 11.     |         |         |          |          |       |         |

Mężczyźni
| Bieg na 100 m | Gerald Phiri |         |     | 10,16 | 17. | 10,11 | 15. |  |  |  |  |
| Bieg na 800 m | Prince Mumba | 1:49,07 | 42. |       |     |       |     |  |  |  |  |

### Pływanie
Kobiety
| Zawodniczka | Konkurencja    | Eliminacje | Eliminacje | Półfinał | Półfinał | Finał | Finał   |
| Zawodniczka | Konkurencja    | Czas       | Miejsce    | Czas     | Miejsce  | Czas  | Miejsce |
| ----------- | -------------- | ---------- | ---------- | -------- | -------- | ----- | ------- |
| Jade Howard | 100 m dowolnym | 59,35      | 39.        |          |          |       |         |

Mężczyźni
| Zawodnik    | Konkurencja       | Eliminacje | Eliminacje | Półfinał | Półfinał | Finał | Finał   |
| Zawodnik    | Konkurencja       | Czas       | Miejsce    | Czas     | Miejsce  | Czas  | Miejsce |
| ----------- | ----------------- | ---------- | ---------- | -------- | -------- | ----- | ------- |
| Zane Jordan | 100 m grzbietowym | 58,77      | 43.        |          |          |       |         |